# Олексій Коломійченко (монета)
«Олексі́й Коломі́йченко» — ювілейна монета номіналом 2 гривні, випущена Національним банком України. Присвячена доктору медичних наук, професору, ученому-отоларингологу, який створив наукову школу отоларингології в Україні, — Коломійченку Олексію Сидоровичу. Олексій Сидорович — організатор та перший директор Київського науково-дослідницького інституту отоларингології. Зробив значний внесок у розробку тонзилярної проблеми, діагностику й лікування пониженого слуху, запальних процесів середнього вуха, консервативної терапії основних захворювань вуха, горла, носа, професійної патології органів слуху тощо. Започаткував досліди, спрямовані на клінічне застосування ультразвуку і лазерного випромінювання для діагностики й лікування оториноларингологічних захворювань.
Монету введено в обіг 5 грудня 2018 року. Вона належить до серії «Видатні особистості України».

## Опис та характеристики монети
| Номінал грн. | Метал      | Маса, грам | Діаметр, мм. | Якість виготовлення       | Гурт     | Тираж, штук |
| ------------ | ---------- | ---------- | ------------ | ------------------------- | -------- | ----------- |
| 2            | нейзильбер | 12,8       | 31           | спеціальний анциркулейтед | рифлений | 30 000      |

### Аверс
На аверсі монети розміщено: на дзеркальному тлі стилізовану композицію: на прямокутнику декоративне зображення людського профілю, на якому символічно виділено органи, які лікував вчений; вертикальний напис «УКРАЇНА» (ліворуч), праворуч від якого — малий Державний Герб України; унизу: номінал та рік карбування монети — «2/ГРИВНІ/2018»; логотип Банкнотно-монетного двору Національного банку України (праворуч).

### Реверс
На реверсі монети на дзеркальному тлі зображено портрет О. С. Коломійченка, перед яким — мікроскоп (праворуч); ліворуч вертикальні написи «ОЛЕКСІЙ КОЛОМІЙЧЕНКО»; угорі та унизу роки його життя: «1898» і «1974».

## Автори

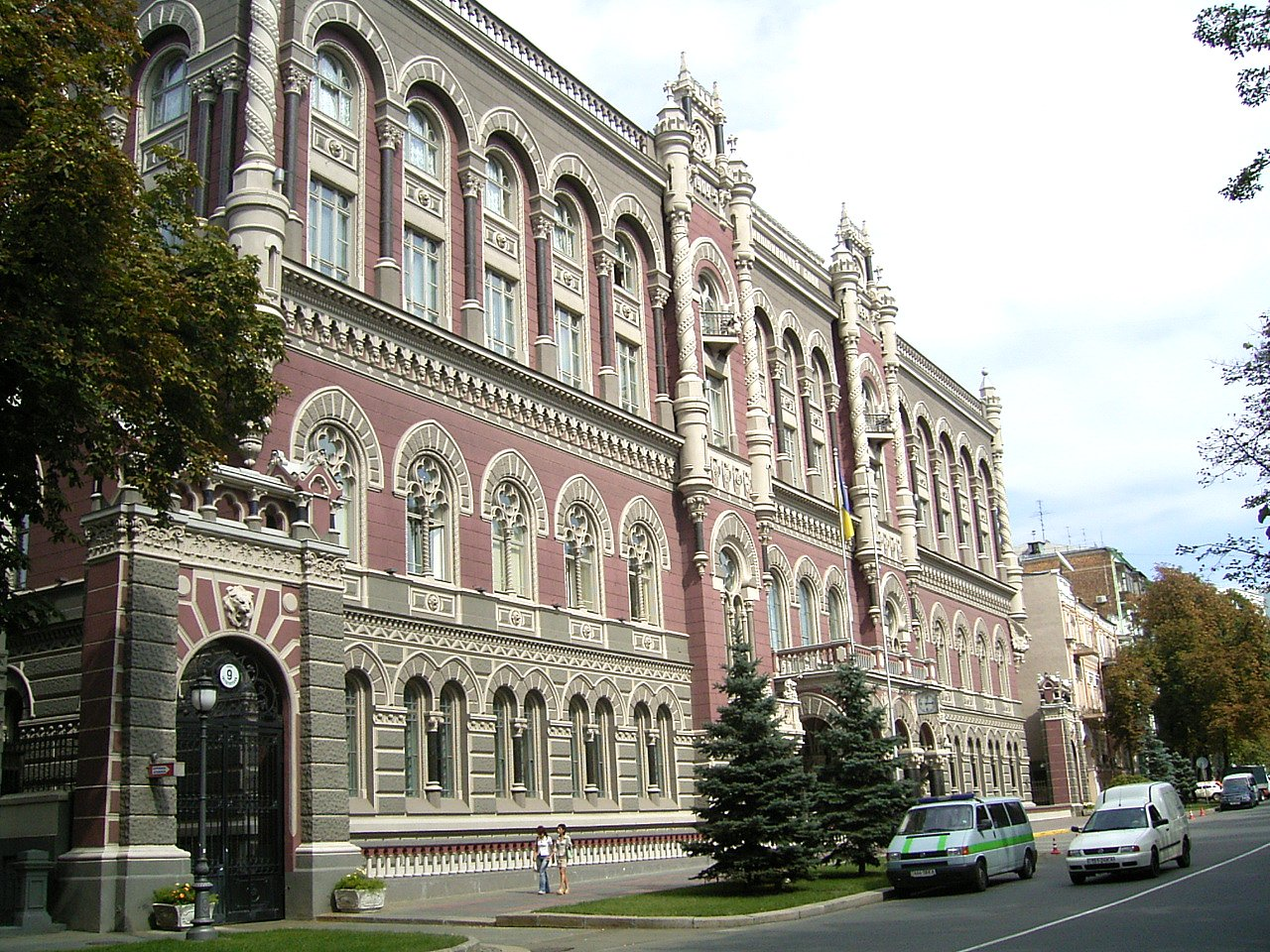
Будівля Національного банку України

- Художники: Таран Володимир, Харук Олександр, Харук Сергій.
- Скульптори: Дем'яненко Володимир (аверс), Андріянов Віталій (програмне моделювання реверсу).

## Вартість монети
Під час введення монети в обіг 2018 року, Національний банк України реалізовував монету через свої філії за ціною 40 гривень.
Фактична приблизна вартість монети, з роками змінювалася так:
| Рік        | 2019 | 2020 | 2021 | 2022 | 2023 | 2024 | 2025 |
| ---------- | ---- | ---- | ---- | ---- | ---- | ---- | ---- |
| Ціна, грн. | 50   | 50   | 50   | 55   | 70   | 120  | 200  |